# Стефаун Карл Стефаунссон
Стефаун Карл Стефаунссон (исл. Stefán Karl Stefánsson [ˈstɛːfaun ˈkʰartl̥ ˈstɛːfaunsɔn]; 10 июля 1975, Хабнарфьордюр — 21 августа 2018, Рейкьявик) — исландский актёр, наиболее известный в роли Робби Злобного из детского сериала «Лентяево».

## Биография
После учёбы в Академии искусств Исландии, он был приглашён в Национальный театр Исландии. В Национальном театре Стефан играл разнообразные роли, начиная с Сирано де Бержерака и заканчивая Космо Брауном из «Поющих под дождём» и Паком из «Сна в летнюю ночь». Также в Национальном театре у Стефауна появилась роль Робби Злобного в концертной версии «Лентяева», которую он продолжил играть уже в телевизионной адаптации сериала.
Стефаун имел опыт в ряде специальностей и профессий, включая баритон, фехтование, чечётку, танец модерн, стендап, комедию дель арте, также он играл на ударных, фортепиано и аккордеоне.
После диагностирования Стефауну в октябре 2016 года рака поджелудочной железы была создана кампания по сбору пожертвований на сайте GoFundMe, чтобы оплатить расходы на проживание, поскольку по состоянию здоровья он не мог работать. По состоянию на 4 июля 2017 года эта кампания привлекла пожертвований на сумму более 151 000 $, что составляет на 51 000 $ больше изначальной цели сборов в 100 000 $. Чтобы поблагодарить вкладчиков, Стефаун провёл прямой эфир на Facebook 11 декабря 2016 года, где исполнил песню «Мы номер один» с другими актёрами из музыкального видео. Компания привела к тому, что песня стала популярным интернет-мемом за рубежом. Сам мем получил звание «Мем года».

## Личная жизнь
Стефаун проживал в Лос-Анджелесе вместе со своей женой Стейнюнн Оулиной Торстейнсдоуттир, которая также известна как актриса, ведущая и писательница. У них трое дочерей и сын. Стефаун также был директором основанной им некоммерческой организации «Детская Радуга», которая была создана с целью информирования общественности и стратегических решений в проблемах школьного хулиганства.

## Смерть
В октябре 2016 года Стефауну диагностировали рак поджелудочной железы. В августе 2017 года он рассказал о своём выздоровлении. Однако в марте 2018 года Стефауну Карлу был поставлен диагноз неоперабельной холангиокарциномы и назначен курс химиотерапии. В апреле актёр отказался от дальнейшей адъювантной терапии. По словам представителя семьи, артист скончался на 44-м году жизни в окружении родственников и друзей 21 августа 2018 года. Согласно завещанию, его кремировали, а прах развеяли над морем.

## Фильмография
| Год       |   | Русское название                   | Оригинальное название                   | Роль                  |
| --------- | - | ---------------------------------- | --------------------------------------- | --------------------- |
| 1995      | ф | «Неприкосновенность частной жизни» | Einkalíf                                | студент               |
| 2001      | ф | «Регина»                           | Regína                                  | офицер полиции Мэнни  |
| 2002      | ф | «Стелла — сотрудница офиса»        | Stella for Office                       | Ингимундур            |
| 2004      | ф | «Потерявшаяся принцесса»           | Litla lirfan ljóta                      | Червь                 |
| 2004—2014 | с | «Лентяево»                         | LazyTown                                | Робби Злобный         |
| 2004      | ф | «Анна-Монстр»                      | Anna and the Moods                      | различные персонажи   |
| 2008      | с | «Тру Джексон»                      | True Jackson                            | Карл Густав           |
| 2009      | ф | «Йоханес»                          | Johannes                                | Дидди                 |
| 2009      | ф | «Вежливые люди»                    | Kurteist fólk                           | Ларус Жалдарсон       |
| 2012      | ф | «Как получить шоколадный батончик» | How to Get to Candybar                  | водитель автобуса № 3 |
| 2014      | ф | «Гарри и Хеймир»                   | Harry & Heimir: Morð eru til alls fyrst | Саймон                |

## Память
В августе 2018 года стартовала петиция, призывающая установить Стефауну памятник в городе Хабнарфьордюр.